# Arno Verschueren
Arno Verschueren (Lier, 8 april 1997) is een Belgisch voetballer die voornamelijk als verdediger of als middenvelder speelt. Sinds 2025 komt hij uit voor FC Twente. Eerder kwam hij uit voor Sparta Rotterdam, KVC Westerlo, NAC Breda en Lommel SK.

## Clubcarrière
Verschueren speelde in de jeugd bij Lierse SK, KVC Westerlo en OH Leuven. In 2014 keerde hij terug bij promovendus KVC Westerlo. Hij debuteerde op 9 augustus 2014 in de Eerste klasse, tegen Waasland-Beveren. Hij mocht na 80 minuten invallen voor Jarno Molenberghs.

### NAC Breda
Op 15 augustus 2016 tekende hij een contract tot medio 2019 bij NAC Breda. Voor deze club kwam hij uiteindelijk vier seizoenen uit, waarvan twee in de Eredivisie. Hij speelde meer dan 100 wedstrijden voor de club, waarin hij 13 keer scoorde. In zijn eerste seizoen met NAC promoveerde de club na play-offs. Na twee moeilijke seizoenen degradeerden ze weer. Verschueren bleef nog één seizoen.

### Lommel SK
In 2020 verkaste hij terug naar België waar hij een contract tekende bij Lommel SK. Hier speelde hij 36 wedstrijden, waarin hij zes keer scoorde.

### Sparta Rotterdam
In januari 2022 verruilde hij deze club voor het Nederlandse Sparta Rotterdam. Hij eerste half jaar werd hij gehuurd van Lommel SK, waarna hij een contract kreeg tot medio 2025. Hij speelde 99 wedstrijden voor de Rotterdamse ploeg, waarin hij 21 keer scoorde.

### FC Twente
In januari 2025 maakte Verschueren de overstap naar FC Twente. Hij debuteerde op 2 februari tegen Go Ahead Eagles (2-2). Hij kwam in de 62e minuut in het veld voor Sayfallah Ltaief. Twee weken later maakte hij zijn debuut op het Europese toneel: in de UEFA Europa League tegen FK Bodø/Glimt (2-1). Hij mocht in de 82e minuut invallen voor Sem Steijn.

## Clubstatistieken
| Seizoen                   | Club             | Competitie      | Competitie | Competitie | Beker | Beker | Overig | Overig | Totaal | Totaal |
| Seizoen                   | Club             | Competitie      | Wed.       | Dlp.       | Wed.  | Dlp.  | Wed.   | Dlp.   | Wed.   | Dlp.   |
| ------------------------- | ---------------- | --------------- | ---------- | ---------- | ----- | ----- | ------ | ------ | ------ | ------ |
| 2014/15                   | KVC Westerlo     | Eerste klasse   | 5          | 0          | 0     | 0     | 0      | 0      | 5      | 0      |
| 2015/16                   | KVC Westerlo     | Eerste klasse   | 4          | 0          | 2     | 0     | 0      | 0      | 6      | 0      |
| 2016/17                   | NAC Breda        | Eerste divisie  | 34         | 4          | 1     | 0     | 4      | 0      | 39     | 4      |
| 2017/18                   | NAC Breda        | Eredivisie      | 26         | 1          | 1     | 0     | 0      | 0      | 27     | 1      |
| 2018/19                   | NAC Breda        | Eredivisie      | 18         | 1          | 0     | 0     | 0      | 0      | 18     | 1      |
| 2019/20                   | NAC Breda        | Eerste divisie  | 28         | 7          | 4     | 0     | 0      | 0      | 32     | 7      |
| 2020/21                   | Lommel SK        | Eerste klasse B | 21         | 3          | 2     | 0     | 0      | 0      | 23     | 3      |
| 2021/22                   | Lommel SK        | Eerste klasse B | 15         | 3          | 3     | 0     | 0      | 0      | 18     | 3      |
| 2021/22                   | Sparta Rotterdam | Eredivisie      | 12         | 2          | 0     | 0     | 0      | 0      | 12     | 2      |
| 2022/23                   | Sparta Rotterdam | Eredivisie      | 31         | 9          | 2     | 1     | 4      | 0      | 37     | 10     |
| 2023/24                   | Sparta Rotterdam | Eredivisie      | 23         | 7          | 1     | 0     | 0      | 0      | 24     | 7      |
| 2024/25                   | Sparta Rotterdam | Eredivisie      | 20         | 1          | 2     | 1     | 0      | 0      | 22     | 2      |
| 2024/25                   | FC Twente        | Eredivisie      | 14         | 0          | 0     | 0     | 3      | 0      | 17     | 0      |
| Carrière totaal           | Carrière totaal  | Carrière totaal | 251        | 38         | 18    | 2     | 11     | 0      | 280    | 40     |
| Bijgewerkt op 23 mei 2025 |                  |                 |            |            |       |       |        |        |        |        |

1 Unnerstall ·
2 Hilgers ·
3 Lagerbielke ·
4 Kjølø ·
5 Kuipers ·
8 Booth ·
9 Van Wolfswinkel  ·
10 Lammers ·
11 D. Rots ·
14 Steijn ·
17 Van Hoorenbeeck ·
18 Vlap ·
19 Taha ·
21 Karssies ·
22 Tytoń ·
23 Sadílek ·
24 Mesbahi ·
28 Van Rooij ·
29 Kuster ·
30 Ltaief ·
32 Verschueren ·
37 Ünüvar ·
38 Bruns ·
41 Besselink ·
47 Alders ·
Coach: Oosting
· Assistent-coach: Duits
· Assistent-coach: Uneken
· Assistent-coach: De Visscher
· Keeperstrainer: Baart